# Mojoagung (Plantungan)
Mojoagung is een bestuurslaag in het regentschap Kendal van de provincie Midden-Java, Indonesië. Mojoagung telt 2151 inwoners (volkstelling 2010).